# سردار بردي محمدوف
سردار بردي محمدوف (مواليد 22 سبتمبر 1981–) هو سياسي تركمانستاني، هو الرئيس الحالي لجمهورية تركمانستان، كان يشغل منصب نائب رئيس وزراء تركمانستان منذ عام 2021. وقد شغل سابقًا العديد من المناصب الحكومية الأخرى في فترة رئاسة والده، الرئيس قربانقلي بردي محمدوف.
فاز سيردار في الانتخابات الرئاسية المبكرة التي جرت في 12 مارس 2022. حيث أعلنت اللجنة المركزية للانتخابات في 15 مارس 2022 فوزه بنسبة 72.97٪ من الأصوات.

## التعليم والحياة المبكرة
ولد سردار بردي محمدوف في 22 سبتمبر 1981 في عشق آباد. درس في الثانوية العامة رقم 43 في عشق آباد من 1987 إلى 1997. بين عامي 1997 و 2001 درس في جامعة الزراعة التركمانية وتخرج مهندسًا تقنيًا.
عمل في مديرية العلاقات الاقتصادية الخارجية التابعة لجمعية تصنيع الأغذية من يوليو إلى نوفمبر 2001، تبعها سنتان من الخدمة العسكرية الإلزامية. من عام 2003 إلى عام 2008، عمل مرة أخرى في جمعية تجهيز الأغذية في قسم الفاكهة والخضروات وفي قسم البيرة والنبيذ غير الكحولي.
درس بيردي محمدوف بين عامي 2008 و 2011 في الأكاديمية الدبلوماسية التابعة لوزارة الخارجية الروسية، وحصل منها على دبلوم في العلاقات الدولية. خلال هذه الفترة تم تعيينه في سفارة تركمانستان في موسكو كمستشار للسفارة. من عام 2011 إلى عام 2013، درس في مركز جنيف للسياسات الأمنية، وحصل على درجة الدراسات العليا في الشؤون الأمنية الأوروبية والدولية. عُين في الوقت نفسه في البعثة التركمانية لدى الأمم المتحدة في جنيف كمستشار للسفارة.
شغل منصب رئيس الدائرة الأوروبية في وزارة الخارجية التركمانية من أغسطس إلى ديسمبر 2013، ومن 2013 إلى 2016 كان نائب مدير الوكالة الحكومية لإدارة واستخدام الموارد الهيدروكربونية. وكان رئيسًا لإدارة المعلومات الدولية في وزارة الخارجية التركمانية بين العامين 2016 إلى 2017.
في 18 أغسطس 2014، دافع عن أطروحة في الأكاديمية التركمانية للعلوم للحصول على درجة مرشح العلوم. في يوليو 2015، حصل على درجة الدكتوراه في العلوم التقنية. غالبًا ما يطلق عليه «ابن الأمة» من قبل وسائل الإعلام الحكومية في تركمانستان.